# Рудник Суздаль
Рудник Суздаль — гірничорудне підприємство в Абайській області Казахстану, яке веде розробку Суздальського золоторудного родовища.
Суздальське родовище виявили у 1983 році й уже у 1985-му почали його розробку відкритим способом. Отриману тут гірничо-збагачувальним комбінатом «Алтайзолото» золотовмісну руду відправляли на розташовані в Казахстані Балхаський та Іртишський мідеплавильні заводи, Приозерську фабрику з вилучення золота (втім, є відомості, що Приозерська фабрика почала роботу лише в 1994 році, зате в тому ж регіоні існувала Прибалхаська збагачувальна фабрика), а також до Вірменії (Єреванський ГЗК). До 1994-го змогли видобути 5,2 тонни золота, після чого рудник закрили через надмірні транспортні витрати, а «Алтайзолото» вже наступного року був оголошений банкротом.
У 1999-му роботи відновили зареєстровані на Британських островах компанії. На цей раз рудник отримав власні потужності зі збагачення (з використанням методу купчастого вилуговування) та виплавки золота у вигляді зливків Доре. За наступні шість років з окислених руд вилучили близько 5 тонн золота.
Враховуючи вичерпання окислених руд, які залягають у приповерхневій (до глибини у 55 метрів) зоні, розпочали проєкт з розробки сульфідних руд. У його межах у 2005-му запустили завод річною потужністю 300 тисяч тонн руди, який використовує технологію бактеріально-хімічного вилуговування від фінської компанії Metso Outotec. Видобуток сульфідних руд ведеться підземним способом, для чого наразі вже споруджено чотири транспортні ухили (а також два шахтні стовбури для вентиляції та на випадок аварійної евакуації).
У 2010-му потужність комплексу вилужнювання збільшили до 575 тисяч тонн руди на рік. У 2016-му також почали використовувати технологію Outotec HiTeCC, яка дозволяє отримувати золото з накопичених відвалів з використанням вилуговування при високій температурі. Ці проєкти вже реалізовував новий власник, яким з 2008-го стала компанія Nordgold, що належала до російської металургійної групи «Северсталь».
У 2015 році рудник видав 2,34 тонни золота, у 2016-му — 2,53 тонни.